# Corrado di Hochstaden
Corrado di Hochstaden (in tedesco: Konrad von Hochstaden) (... – Colonia, 18 settembre 1261) è stato un vescovo cattolico tedesco.

## Biografia

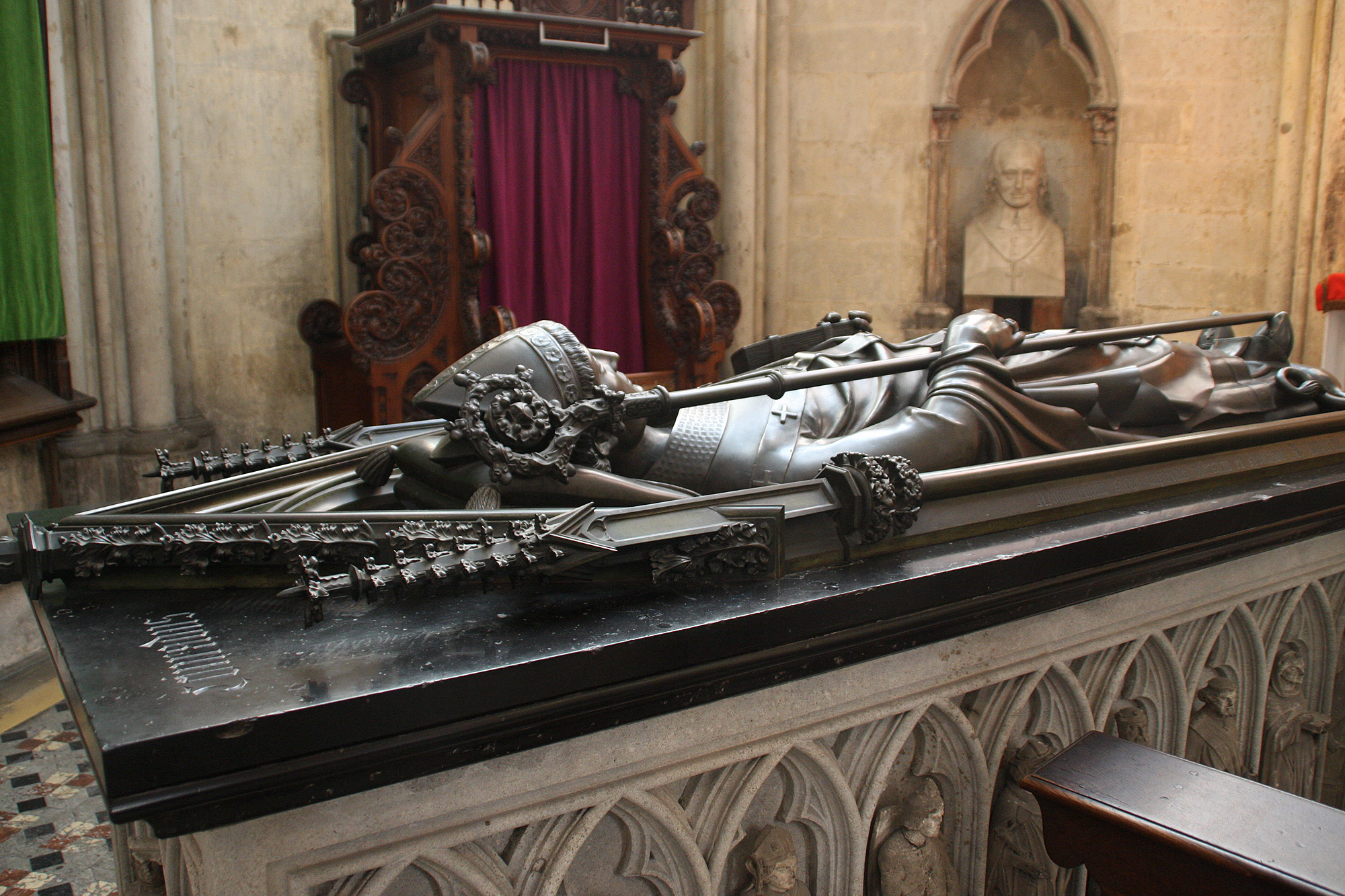
Monumento funebre dell'arcivescovo Corrado di Hochstaden, nella cappella di san Giovanni nel duomo di Colonia.

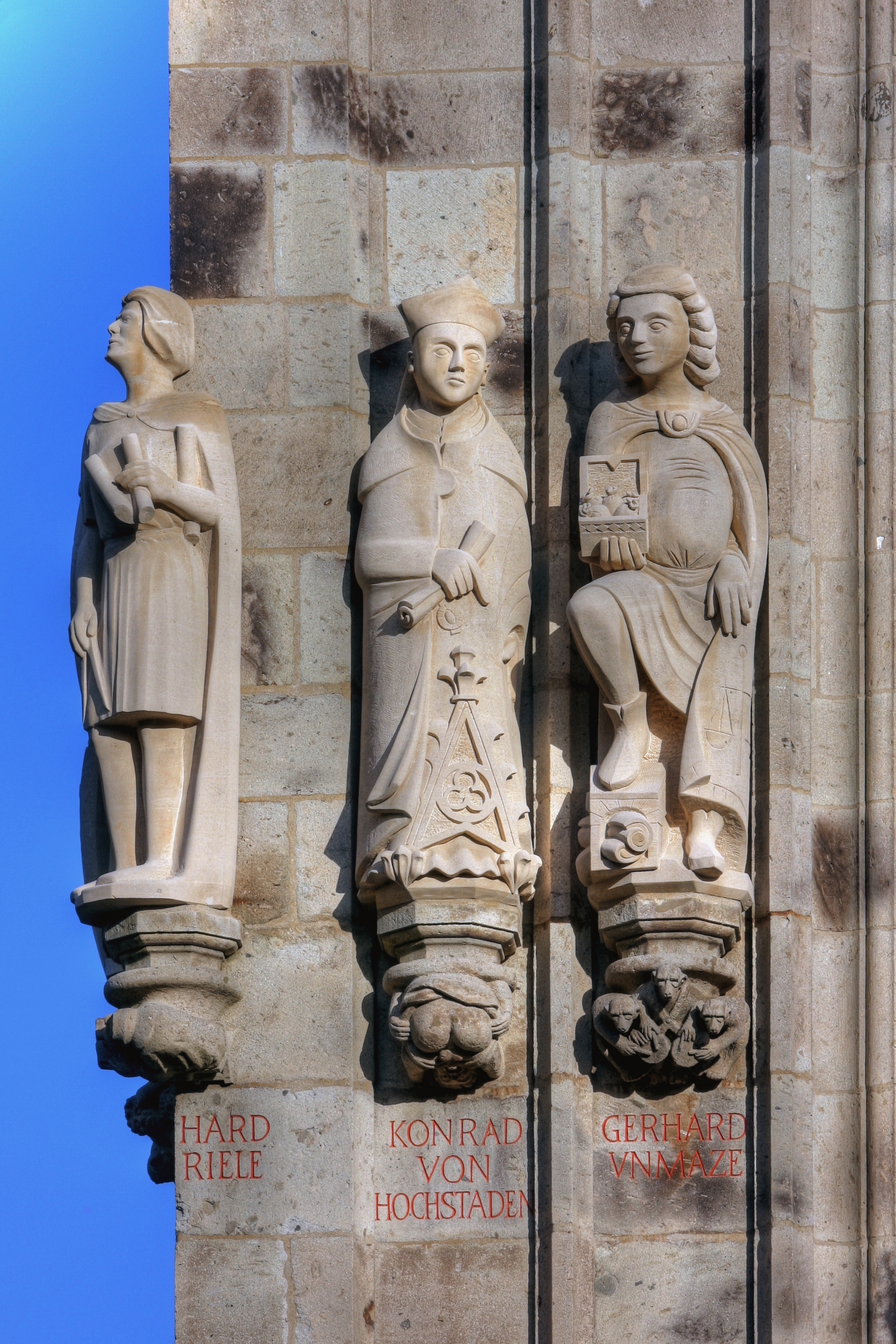
Corrado di Hochstaden (al centro), municipio di Colonia.

Nel 1238 fu eletto arcivescovo di Colonia mentre si trovava a Brescia nell'accampamento dell'imperatore Federico II di Svevia; si presentò subito come continuatore delle politiche ambiziose dei vescovi Filippo di Heinsberg e Adolfo di Berg-Altena. Per Corrado la nuova posizione come vescovo serviva solo ad accrescere la propria autorità all'interno del regno germanico.
Nonostante l'iniziale appoggio imperiale, nel 1241 Corrado fu uno dei promotori del patto dei principi tedeschi contro gli Hohenstaufen. Le maestranze ghibelline delle cattedrali lo ritrassero, per punizione, in una posizione blasfema per punirlo per il suo tradimento, dopo avere sfruttato la generosità degli imperatori svevi. Dopo un lungo periodo di guerre contro Limburgo e Berg, contro il ducato di Brabante, contro la contea di Jülich e dopo la battaglia di Lechenich (1242), dove fu catturato e tenuto per mesi, il suo sogno di ottenere il ducato dell'Alta Lorena da Guglielmo II d'Olanda sembrò molto vicino alla realizzazione. Ma quando appoggiò Margherita di Fiandra e gli Angiò contro il suo re, dovette rinunciare definitivamente ad ogni pretesa. Riuscì a tenere il ducato di Vestfalia come feudo dell'Arcidiocesi di Colonia.
Morì a Colonia il 18 settembre 1261 ed il suo monumento funebre si conserva nella cappella di san Giovanni nel duomo di Colonia.

### Arte
A Corrado di Hochstaden si deve l'inizio dei lavori per la costruzione del duomo di Colonia e del Duomo di Xanten.